# Rushan

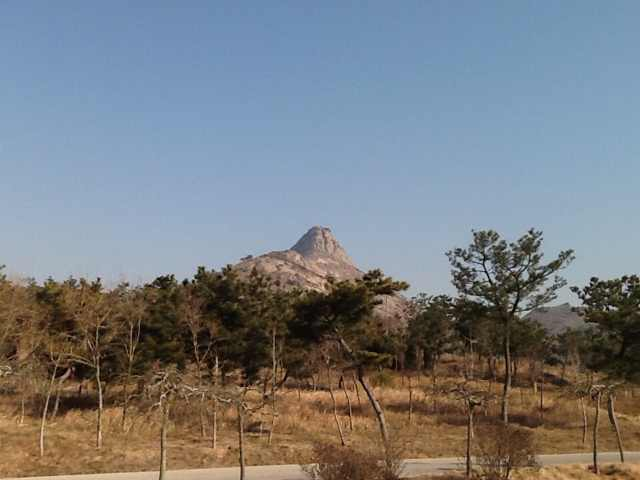
Rushan

Die Stadt Rushan (乳山市,  Rǔshān Shì) ist eine kreisfreie Stadt in der chinesischen Provinz Shandong. Sie gehört zum Verwaltungsgebiet der bezirksfreien Stadt Weihai. Rushan hat eine Fläche von 1.665 Quadratkilometern und zählt 572.481 Einwohner (Stand: Zensus 2010).

## Administrative Gliederung
Die kreisfreie Stadt setzt sich auf Gemeindeebene aus einem Straßenviertel und vierzehn Großgemeinden zusammen.